# NGC 2650
NGC 2650 est une galaxie spirale barrée située dans la constellation de la Grande Ourse. NGC 2650 a été découverte par l'astronome germano-britannique William Herschel en 1802.

## Caractéristiques
Sa vitesse par rapport au fond diffus cosmologique est de  3 885 ± 10 km/s, ce qui correspond à une distance de Hubble de 57,3 ± 4,0 Mpc (∼187 millions d'al).
À ce jour, trois mesures non basées sur le décalage vers le rouge (redshift) donnent une distance de 57,600 ± 2,179 Mpc (∼188 millions d'al), ce qui est à l'intérieur des valeurs de la distance de Hubble.
La classe de luminosité de NGC 2650 est II et elle présente une large raie HI. Selon la base de données Simbad, NGC 2650 est une galaxie à noyau actif.
En raison d'une brillance de surface égale à 14,01 mag/am2, on peut qualifier NGC 2650 de galaxie à faible brillance de surface (LSB en anglais pour low surface brightness). Les galaxies LSB sont des galaxies diffuses (D) avec une brillance de surface inférieure de moins d'une magnitude à celle du ciel nocturne ambiant.

## Groupe d'UGC 4593
NGC 2650 fait partie du groupe d'UGC 4593. En plus d'UGC 4593, ce groupe renferme au moins deux autres galaxies, soit UGC 4697 et MK 95.